# Fæstning Dömitz
Festung Dömitz er en fæstning i Mecklenburg-Vorpommern. Anlægget er placeret strategtisk ved Elben i byen Dömitz.

## Historie
På et beskyttet og højvandsfri sted ved Elben blev der i det 13. århundrede bygget en ringborg. Fra de oprindelige bygninger af kampesten og mursten, er der kun enkelte rester tilbage. Under en udgravning i fæstningens gård blev der fundet et fundament af et rundt tårn og murrester fra fæstningens sal. Murresterne kan i nutiden ses i museumsbygningens kælder.
Hertug Johan Albrecht 1. af Mecklenburg genopbyggede fra 1559 til 1565 borgen, for at sikre Mecklenburgs sydvestgrænse og overgangene over Elben. Anlægget blev planlagt af italieneren Francesco a Bornau. I nærheden af Dömitz oprettede hertug Albrecht I. et teglværk og på grund af arbejdskraftmangel beskæftigede han murere fra Italien. Citadellet har et femkantet grundrids med 5 bastioner. Bastionerne bærer navnene (begyndende fra indgangsporten og videre i ur-retningen) navnene Kavalier, Held, Drache, Greif og Burg. Alle bastionerne besidder kasematter. Ringmuren mellem bastionerne er indtil ni meter høj.
I Trediveårskrigen tjente byen og fæstningen som støttepunkt for vekslende partier, blandt andre også for Johann Tserclaes Tilly og Albrecht von Wallenstein. I 1635 under Slaget ved Dömitz brændte store dele af Dömitz. Byen var fra midten af det 17. århundrede befæstet med voldanlæg med foranliggende vandgrave. Siden 1705 blev fæstningen også benyttet som sindsygeanstalt og fængsel. 1719 flyttede Hertug Karl Leopold sit regeringssæde til Dömitz, før han i 1723 måtte forlade Dömitz. 1755 blev fængslet og galehuset (Irrenhaus) udvidet. I den anden halvdel af det 18. århundrede blev bastion Greif ombygget. 1809 fandt under befrielseskrigen sted mod Napoleon Bonaparte . Derved blev fæstningen og byen beskudt og besat af hollandske og franske tropper. 1830 blev galehuset flyttet til Schwerin. Forfatteren Fritz Reuter, der skrev på plattysk, tilbragte fra 1838 til 1840 sin sidste del af sin fæstningsarrest på fæstningen. Han blev løsladt den 25. august 1840. I sin bog "Ut mine Festungstid" („Aus meiner Festungszeit“) beretter han om tiden. Fra 1843 blev fæstningen ikke mere benyttet som fængsel for civile indsatte.
Under storhertug Frederik Frans 2. af Mecklenburg-Schwerins regering blev fæstningen i midten af det 19. århundrede igen renoveret. Bastionernes og ringmurens ydermure blev udbedret eller delvis opmuret igen. Ved bastionen "Drache" blev den murede flanke erstattet af en stejl jordvold. For at forstærke forsvaret yderligere opførtes der mellem bastionen og den indre gård en mellemmur med en vindebro og skydeskår. 1870 blev den nye bro over Elben, som er beliggende i nærheden af fæstningen, forsynet med miner, for at sikre fæstningen mod et eventuelt angreb.
1894 ophørte Mecklenburgs militær med at benytte fæstningen.

## Galleri
- Indgangen med en rekonstruktion af vindebroen (2013)
- Museumsbygningen i fæstningens indre gård
- Ringmur og "Bastion Drache"
- Kanoner i en kasemat (rekonstruktion)
- Mellemmur ved "Bastion Drache"
- "Bastion Held"
- En del af fæstningens mur